# Ludwig Renn
Ludwig Renn (n. 22 aprilie 1889, Dresda, Regatul Saxoniei – d. 21 iulie 1979, Berlin, RDG) a fost un scriitor german. S-a născut în familia unui nobil saxon, dar a devenit mai târziu un comunist dedicat și a trăit în Berlinul de Est.

## Tinerețea și Primul Război Mondial
Ludwig Renn s-a născut sub numele Arnold Vieth von Golßenau într-o familie nobiliară saxonă originară din Golßen (Niederlausitz). El a adoptat numele de Ludwig Renn în 1930, după ce a devenit comunist, renunțând la titlul nobiliar și luând numele personajului primului său roman de succes, Krieg (1928). Mama lui, Bertha, cu numele de fată Raspe (1867–1949) a fost fiica unui farmacist din Moscova, în timp ce tatăl său, Carl Johann Vieth von Golßenau (1856–1938), era profesor de matematică și fizică la Curtea Regală a Saxoniei de la Dresda. Prin el, Ludwig Renn a ajuns să-l cunoască pe prințul moștenitor al Saxoniei, Friedrich August Georg von Sachsen (1865–1932), viitorul rege Friedrich August al III-lea, care a fost destinat să fie ultimul rege al Saxoniei după Revoluția Germană din 1918.
Începând din 1911 Renn a servit ca ofițer într-un prestigios regiment de gardă saxon, unde a slujit sub comanda prietenului său, prințul Friedrich August. Între anii 1914 și 1918 a luptat în Primul Război Mondial, îndeplinind funcțiile de comandant de companie și comandant de batalion pe Frontul de Vest. Prima lui carte, Krieg (Război), care a apărut în 1928 i-au adus recunoașterea națională. După război, a fost căpitan în poliția de securitate din Dresda, o forță paramilitară înființată în timpul Republicii de la Weimar. În anul 1920, în timpul Puciului Kapp, Renn a refuzat să deschidă focul asupra muncitorilor greviști și a părăsit  serviciul de poliție la scurt timp după aceea. Acest lucru este relatat în romanul Nachkrieg (1930), dar confirmat ca fapt de unele surse.

## Studii și călătorii
Din 1920 până în 1923 Renn a studiat dreptul, economia, istoria artei și filologia rusă la Göttingen și München. În 1923 el a lucrat ca negustor de artă la Dresda în timpul hiperinflației.
În cursul anilor 1925 și 1926 Renn a întreprins o călătorie pe jos prin Europa și Orientul Apropiat. În 1927 el a urmat studii de arheologie, istoria artei și istoria Chinei la Viena, întorcându-se în Germania în același an, pentru a ține prelegeri pentru muncitori cu privire la istoria Chinei și Rusiei la Volkshochschule Zwickau.

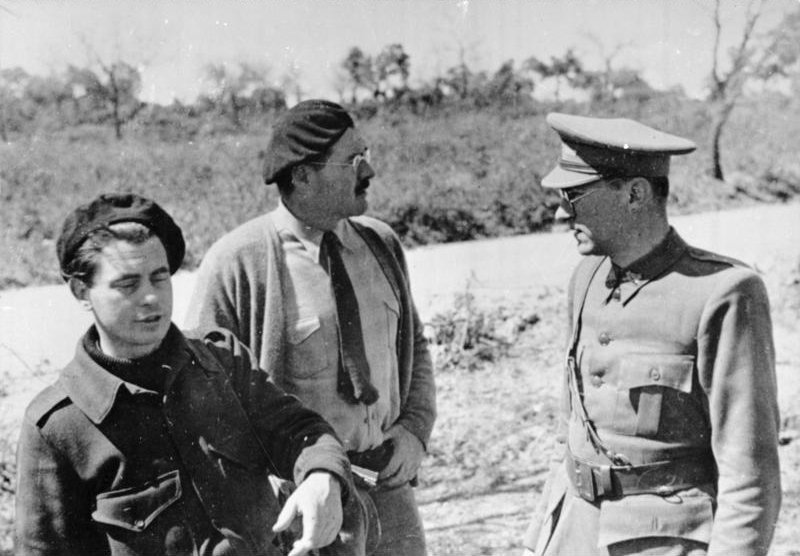
Ludwig Renn (dreapta), ofițer al Brigăzilor Internaționale, cu cineastul neerlandez Joris Ivens și cu Ernest Hemingway (centru). 1937

## Scriitor comunist și luptător în Spania
În 1928, an în care a publicat Krieg, Renn a devenit membru al Partidului Comunist German, un pas prezentat în romanul Nachkrieg (1930). În același an s-a alăturat Roter Frontkämpferbund („Alianța Luptătorilor Roșii”) și din 1928 până în 1932 a fost secretar al Alianței Scriitorilor Revoluționari-Proletari din Berlin (BPRS). Renn a fost redactor al revistei de orientare comunistă Linkskurve și al revistei militare comuniste Aufbruch. Activitatea lui pentru BPRS l-a adus în contact cu, printre alții, Anna Seghers și Johannes R Becher.
Angajarea politică tot mai intensă a lui Renn față de comunism l-a determinat să călătorească în URSS în 1929 și 1930. Renn a devenit astfel ținta atacurilor național-socialiștilor și a decis să renunțe la titlul său nobiliar în 1930, adoptând numele personajului romanului său, Krieg: Ludwig Renn. Între 1931 și 1932 a fost lector de istorie și teorie militară la Școala Muncitorilor Marxiști (MASCH) în Berlin. Cărțile lui Nachkrieg (1930) și Rußlandfahrten (1932) l-au făcut cel mai important scriitor comunist german din perioada interbelică.
În 1933, după incendierea Reichstag-ului, au fost adoptate legi noi menite să consolideze ascensiunea la putere a lui Adolf Hitler, iar Renn a fost arestat împreună cu Carl von Ossietzky și Ernst Torgler și condamnat la 30 de luni de închisoare în ianuarie 1934.
După eliberarea sa în august 1935 el a călătorit în Spania, unde, începând din iulie 1936 s-a înrolat în Brigăzile Internaționale în sprijinul cauzei republicane spaniole ca șef de stat major al Brigăzii Internaționale a XI-a și a Diviziei a 35-a. În timpul serviciului său în Spania, el l-a cunoscut pe Ernest Hemingway, cu care a colaborat o perioadă. A scris o relatare a activității desfășurate în acea perioadă în lucrarea sa, Der spanische Krieg (1955), dar nu l-a numit direct pe Hemingway, referindu-se la el doar ca la „un american” din cauza condamnării ideologice la acea vreme a operei lui Hemingway în RDG.

## Exilul și întoarcerea în Germania
După înfrângerea republicanilor spanioli Renn a mers în exil în Mexic, din 1939 până în 1947, unde a îndeplinit funcția de președinte al mișcării Germania Liberă (Freies Deutschland). În acest timp el a promovat utilizarea limbii internaționale Esperanto, iar Arhiva Ludwig Renn de la Academia de Arte din Berlin deține mai multe din traducerile sale în esperanto.
În 1947 s-a întors în Germania, stabilindu-se încă o dată la Dresda, care se afla atunci în Zona de ocupație sovietică și din 1949 în RDG. Aici a fost director al Kulturwissenschaftliches Institut și profesor de antropologie la Universitatea Tehnică din Dresda din 1947 până în 1951.
Din 1952 Renn a trăit în Berlinul de Est, unde a fost scriitor independent și membru al Academiei Germane de Arte. De asemenea, el a lucrat ca traducător spaniol–german.

## Importanță
Renn a fost unul dintre fondatorii literaturii proletar‒revoluționare din Germania. Cea mai importantă realizare a sa o reprezintă romanele sale, care au fost în mare parte autobiografice și au servit ca document istorico-literar al vremurilor tulburi pe care le-a trăit autorul.
Romanul Krieg a fost un succes internațional. Aici, Renn a fost unul dintre primii care au descris realitatea dură a vieții de pe Frontul de Vest pentru un soldat obișnuit. Deși protagonistul său era un simplu soldat și Renn era, de fapt, ofițer, o mare parte din roman reflectă preocupările sale autobiografice. Continuarea romanului, Nachkrieg (1930), arată același personaj trăind într-o perioada postbelică marcată de conflicte politice intense și dobândind convingeri socialiste.
Renn a scris direct despre viața lui în lucrarea Adel im Untergang (Mexico, 1947, Berlin, 1947), precum și în alte lucrări publicate în următoarele decenii. Opera sa finală, publicată postum în 1980, a fost o autobiografie (Anstöße in meinem Leben).  În afară de romane, scrieri de călătorie și memorii, Renn a scris, de asemenea, cărți pline de imaginație pentru copii și tineri.

## Viața privată

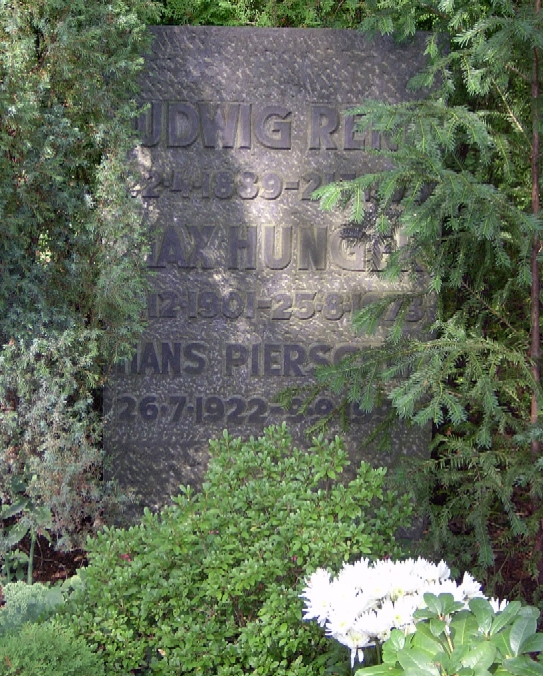
Mormântul lui Ludwig Renn din Berlin

La întoarcerea sa din exilul în Mexic în 1947 Renn s-a stabilit la început în Dresda cu partenerul său, Max Hunger (1901–1973). În 1949 li s-au alăturat Hans Pierschel (1922–1994) și cei trei bărbați s-au mutat apoi în 1952 la Berlin-Kaulsdorf unde au trăit împreună pentru tot restul vieții lor. Au fost îngropați împreună în același mormânt în Cimitirul Centrale Friedrichsfelde, locul de odihnă al mai multor activiști și politicieni comuniști, socialiști și social-democrați.

## Lucrări
- Krieg.  Publicat inițial de Frankfurter Societäts-Druckerei, Frankfurt pe Main 1928. Actuala ediție, Aufbau Verlag, Berlin & Weimar 2014. ISBN: 978-3351035587
- In vorderster Linie. Aus der Aisne-Champagne-Schlacht 1917. Diesterweg, 1929
- Nachkrieg. Agis Verlag, Berlin, 1930; ediția curentă Das Neue Berlin, 2004. ISBN: 978-3360012463
- Russlandfahrten.  Lasso Verlag, Berlin, 1932
- Vor großen Wandlungen.  Oprecht, Zürich 1936. Ediție nouă: Aufbau-Verlag, Berlin & Weimar 1989. ISBN: 3-351-01478-3
- Adel im Untergang.  Editorial „El Libro Libre”, Mexico, 1944. Actuala ediție, Aufbau-Verlag, Berlin & Weimar, 1992; ediția digitală (poate avea o limitare teritorială) Aufbau Digital ISBN: 978-3-8412-0727-2
- Morelia. Eine Universitätsstadt in Mexiko.  Ilustrată de Martin Hänisch. Aufbau-Verlag, Berlin & Weimar 1950
- Vom alten und neuen Rumänien.  Ilustrată de Martin Hänisch. Aufbau-Verlag, Berlin & Weimar 1952
- Trini. Die Geschichte eines Indianerjungen.  Ilustrată de Kurt Zimmermann. Kinderbuchverlag, Berlin, 1954. (Nationalpreis der DDR, 1955). Ediție specială ilustrată: Trini. Die Geschichte eines indianischen Landarbeiter-Jungen während der mexikanischen Revolution, cu ilustrații de Diego Rivera și Alfaro Siqueiros. Weismann Verlag, München, 1973. ISBN: 978-3921040164
- Der spanische Krieg.  Aufbau, Berlin, 1955. Ediție actuală completă după manuscris, Verlag Das Neue, Berlin, 2006. ISBN: 978-3360012876
- Der Neger Nobi.  (carte pentru copii) Kinderbuchverlag, Berlin, 1955. Începând cu ediția a VIII-a, în 1962, această carte a purtat Nobi.  Ediția curentă: Eulenspiegelverlag, Berlin, 2001. ISBN: 978-3359014270
- Herniu und der blinde Asni.  Ilustrată de Kurt Zimmermann. Kinderbuchverlag, Berlin, 1956
- Krieg ohne Schlacht.  Verlag der Nation, Berlin, 1957
- Meine Kindheit und Jugend.  Aufbau-Verlag, Berlin & Weimar 1957
- Herniu und Armin.  Ilustrată de Kurt Zimmermann. Kinderbuchverlag, Berlin, 1958
- Auf den Trümmern des Kaiserreiches.  Ilustrată de Paul Rosié. Kinderbuchverlag, Berlin 1961
- Camilo.  Carte pentru copii ilustrată de Kurt Zimmermann. Kinderbuchverlag, Berlin, 1963
- Inflation. Aufbau-Verlag, Berlin & Weimar, 1963
- Zu tam-Tam zum Orient.  Aufbau-Verlag, Berlin & Weimar, 1966 (1981)
- Ausweg.  Aufbau-Verlag, Berlin & Weimar, 1967
- Krieger, Landsknecht und Soldat.  Cu Helmut Schnitter, carte pentru copii ilustrată de Klaus Segner. Der Kinderbuchverlag, Aufbau-Verlag, Berlin & Weimar, 1973
- In Mexiko.  Aufbau-Verlag, Berlin & Weimar, 1979
- Anstöße in meinem Leben.  Aufbau-Verlag, Berlin & Weimar, 1980, autobiografie publicată postum.

## Lucrări în limba engleză
- War. Traducere din limba germană de Willa și Edwin Muir. New York: H Fertig, 1988. (1929)
- After War. Traducere din limba germană de Willa și Edwin Muir. New York: Dodd, Mead & Company, 1931
- Death without Battle.  New York: Dodd, Mead & Company, 1937 / Londra: M. Secker & Warburg, 1937
- Warfare. The Relation of War to Society.  Oxford University Press, New York 1939 / Faber & Faber, Londra, 1939

## Premii
- Ministerul Culturii din RDG: premii pentru cărțile sale pentru copii
- 1955: Premiul Național al RDG clasa a II-a
- 1961: Premiul Național al RDG clasa I
- 1969: Ordinul Karl Marx
- 1979: Marea Stea a Ordinului Prietenia Popoarelor din aur (în germană: Großer Stern der Völkerfreundschaft in Gold). Acordată cu ocazia sărbătoririi aniversării a 90 de ani ai lui Renn pe 1 mai 1979
- 1969-1975 Președinte de onoare al Academiei de Arte din Berlin